# Kemijska industrija
Kemijska industrija grana je industrije, koja kemijskim putem prerađuje biljne, životinjske i mineralne sirovine, kao i razne otpatke. Ima izuzetno širok spektar djelovanja i obuhvaća većinu grana industrije, služeći se njihovim sirovinama. Najrazvijenija je u SAD-u, Kini, Njemačkoj, Japanu, Francuskoj, Južnoj Koreji itd. Najveća svjetska poduzeća iz područja kemijske industrije su: BASF (Njemačka), Dow Chemical (SAD), Ineos (UK), LyondellBasell (SAD), Formosa Plastics (Tajvan) itd.

## Podjela
Kemijska industrija može se podijeliti na podgrane:
- Naftna industrija
- Industrija kemijskih proizvoda
- Industrija boja i lakova
- Industrija poljoprivrednih kemikalija
- Farmaceutska industrija
- Kozmetička industrija
- Industrija plastike, plastičarstvo
- Industrija guma

## Vanjske poveznice
- Kemijska industrija Hrvatska tehnička enciklopedija, portal hrvatske tehničke baštine. LZMK